# Apocolotois arnoldiaria
Apocolotois arnoldiaria är en fjärilsart som beskrevs av Charles Oberthür 1912. Apocolotois arnoldiaria ingår i släktet Apocolotois och familjen mätare. Inga underarter finns listade i Catalogue of Life.